# Борода

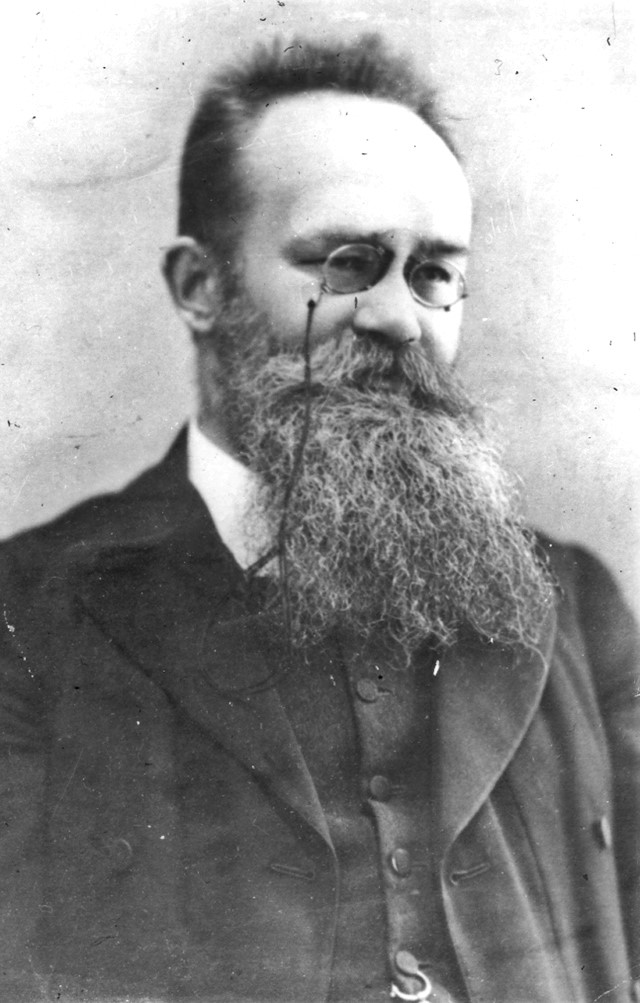
Михайло Грушевський з бородою.

Борода́ — волосяний покрив нижньої частини обличчя в людини та деяких тварин.
У людини борода є однією з чоловічих вторинних статевих ознак.

## Історія
Всі чоловіки Стародавнього Єгипту голили бороду. Правом носити бороду володів тільки фараон (на знак свого володіння землею), але його борода була штучною. Її, як і перуку, робили з вовни або із зрізаного волосся, яке перевивали золотими нитками, і підв'язували до підборіддя шнурком. Цій церемоніальній бороді могли надавати різні форми, але найпоширенішою була загнута на кінці косичка, схожа на котячий хвіст.
Олександр Македонський наказував своїм солдатам голити бороду, аби ворог не міг схопити її під час сутички.
У Римській імперії голене обличчя було однією з ознак цивілізованості і виділяло римлянина з «диких» народів.

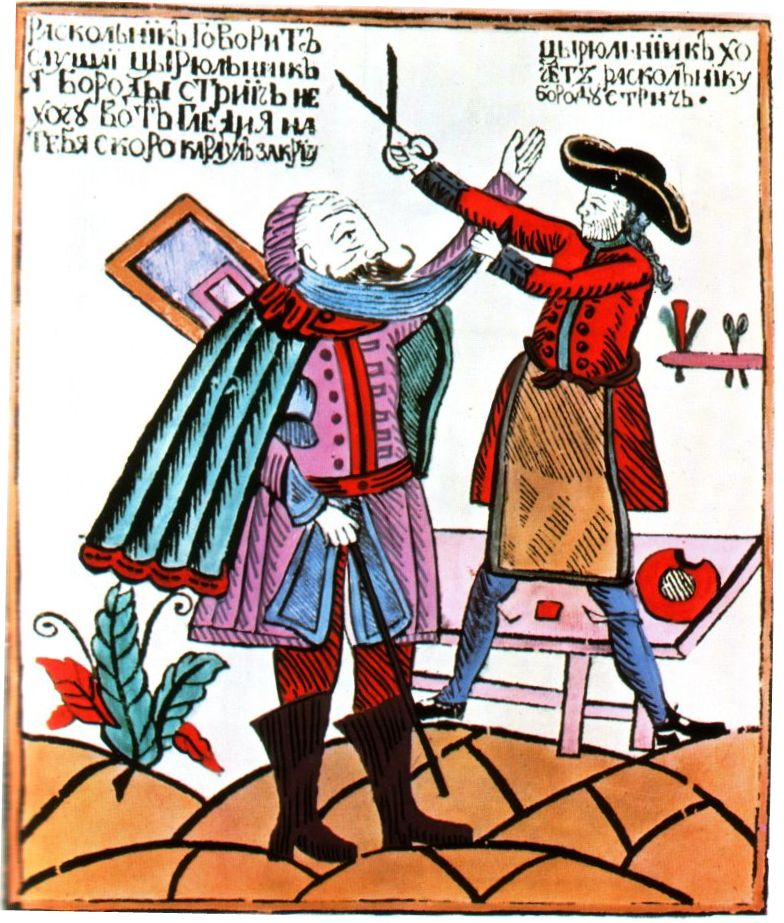
«Цирульник хоче розкольнику бороду стригти». Лубок. 1770-ті рр.

|                                      | Близько двох третин Марксового обличчя — це борода, величезна, урочиста, вовняна, одноманітна борода, яка напевне робила будь-які звичайні вчинки неможливими. Це не така борода, що виростає чоловікові зненацька, це борода культивована, викохана та патріархально нав’язувана світові. Вона достеменно немов «Das Kapital» у своєму пустопорожньому надміру, і людська частина обличчя по-совиному дивиться з-понад неї, ніби щоб побачити, яке враження ця зарость справляє на людство. Оригінальний текст (англ.) [About two-thirds of the face of Marx is beard, a vast solemn woolly uneventful beard that must have made all normal exercise impossible. It is not the sort of beard that happens to a man, it is a beard cultivated, cherished, and thrust patriarchally upon the world. It is exactly like Das Kapital in its inane abundance, and the human part of the face looks over it owlishly as if it looked to see how the growth impressed mankind.] Помилка: {{Lang}}: текст вже має курсивний шрифт (допомога) |
| — H. G. Wells, Russia in the Shadows | |

## Форми бороди

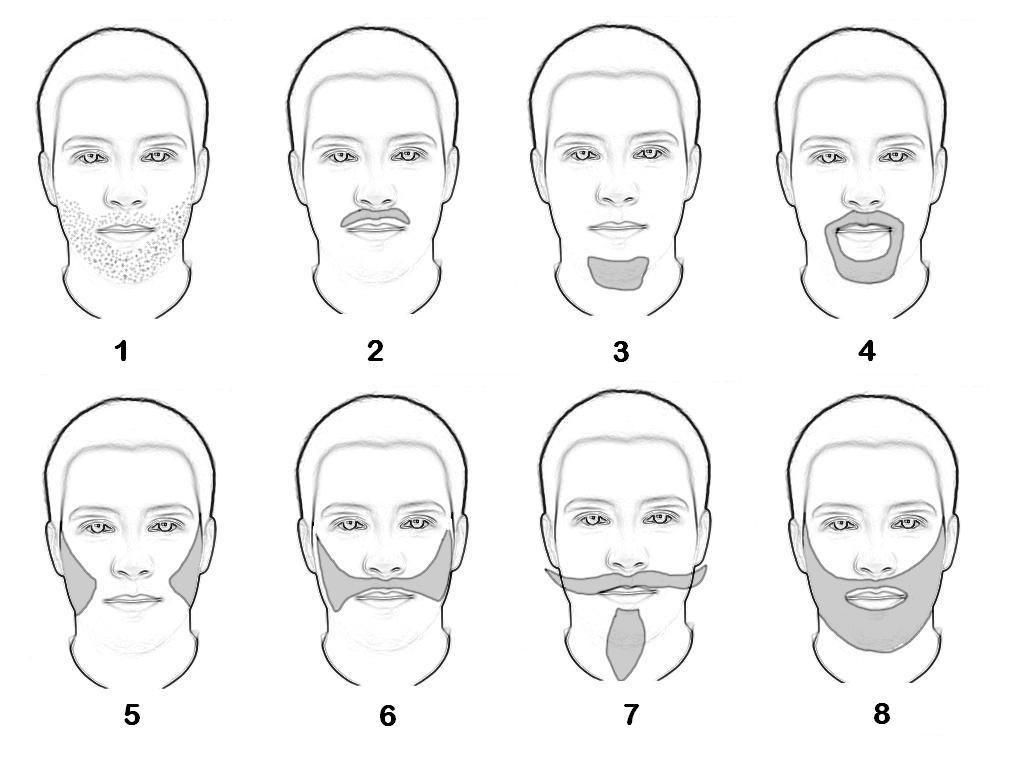
1 — щетина; 2 — вуса; 3 — еспаньйолка; 4 — стиль Генріха IV, короля Франції; 5, 6 — бакенбарди; 7 — стиль Віктора Емануїла II, короля Італії; 8 — борода

|        |                               |
| Щетина | Козлина борідка (еспаньйолка) |

|                   |  |
| Борода Ґарібальді |  |

## Борода в релігії

### Християнство
У Старому Заповіті заборонено стригти бороду:
Не будете стригти волосся довкола голови вашої, і не будеш нищити краю бороди своєї.

(Лев.19:27)
Поголена борода вважається втратою честі (2Сам.10:4-6, 1Хронік.19:4-6 та ін.).
У грецькій Православній церкві до часу Хрещення Русі, до кінця X століття, встановився загальний звичай серед православних — обов'язкове носіння борід. Під час Розколу християнської церкви одним з обвинувачень, яке висунули православні греки проти латинян (католиків), було голяння борід. Цей звичай протримався до часів правління Петра І.
Католицьким священнослужителям наказано не мати вільно зростаючої бороди: Clericus nec comam nutriat nec barbam. Трактування цього припису в різні періоди була різною. Фактично, багато пап навіть під час пізнього середньовіччя і відродження носили повноцінні бороди і вуса (Юлій II, Климент VII, Павло III, Юлій III, Марцелл II, Павло IV, Пій IV, Пій V). В унії ніколи не діяли правила про бородогоління.

### Юдаїзм
У Танахі забороняється євреям збривати бороду тільки лезом:
 Не стрижи волосся довкола голови вашої, і не нищи край бороди своєї. 

 (Лев 19:27)  
Виголена борода вважається втратою честі (2 Цар.10: 4-6, 1 Пар.19: 4-6 та ін.). При цьому підстригання бороди ножицями не заборонено.
Причини заборони не ясні, можливо, в Стародавньому світі стиль бороди був етнічним маркером. У новий час з поширенням кабали заборона придбала містичний зміст. Відомий кабаліст Рамхаль не носив бороди, проживаючи за межами Святої Землі Ізраїлю. Сьогодні звичаї гоління і стиль борід варіюються від громади до громади. Наприклад, в хасидизмі видалення бороди рівнозначно формальному розрив з громадою, а релігійні сефарди і литваки не надають гоління особливого значення. Загальним, у тому числі серед нерелігійних євреїв, є правило не голитися протягом місяця в знак жалоби за близькоми родичами.

### Іслам
На думку більшості ісламських правознавців носіння бороди є обов'язковим для кожного мусульманина, а її гоління забороненим. Мусульманам рекомендується відпускати бороду завдовжки в стиснутий кулак. Стрижка вусів і відпускання бороди відноситься до людського єства (фітра).
Згідно з переказами, в часи пророка Мухаммеда носіння вусів і збривання бороди було відмінною особливістю вогнепоклонників. Ісламські богослови вважають, що чоловік, збриваючи бороду, уподібнюється жінці.

## Борода в міфології

Санта-Клаус

Корейський дракон — один з різновидів міфологічного змія, який асоціюється з корейською міфологією, на відміну від багатьох драконів інших культур, не має крил, зате має довгу бороду.
Єдиноріг — геральдичний символ обережності, обачності, розсудливості, чистоти, непорочності, строгості, суворості. Він по зовнішньо подібний до коня і відрізняється від нього лише рогом, яким озброєна його голова, та борідкою.

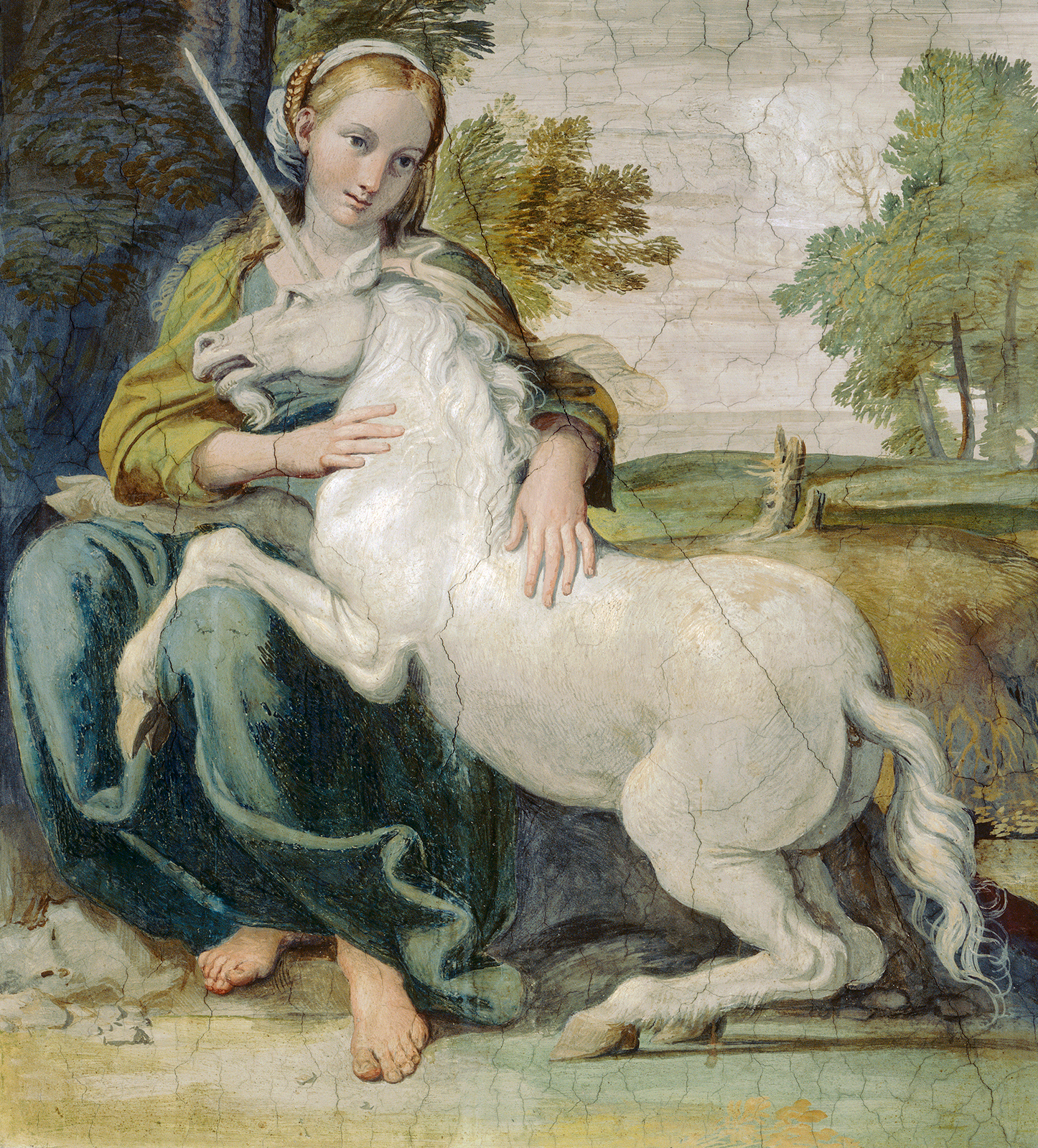

Також, довгою бородою володіють гноми із західноєвропейських сказань.

## Борода в культурі і мистецтві
- «Гімн бороді» присвятив Михайло Ломоносов
- У репертуарі Леоніда Утьосова були пісні «Борода» (музика В. Кручиніна, слова Івана Приблудного) і «Партизанська борода» (музика Л. Бакалова, слова М. Лапірова)
- Довгі руді бороди стали візитівкою американської групи долі ZZ Top

## Борода серед відомих українців

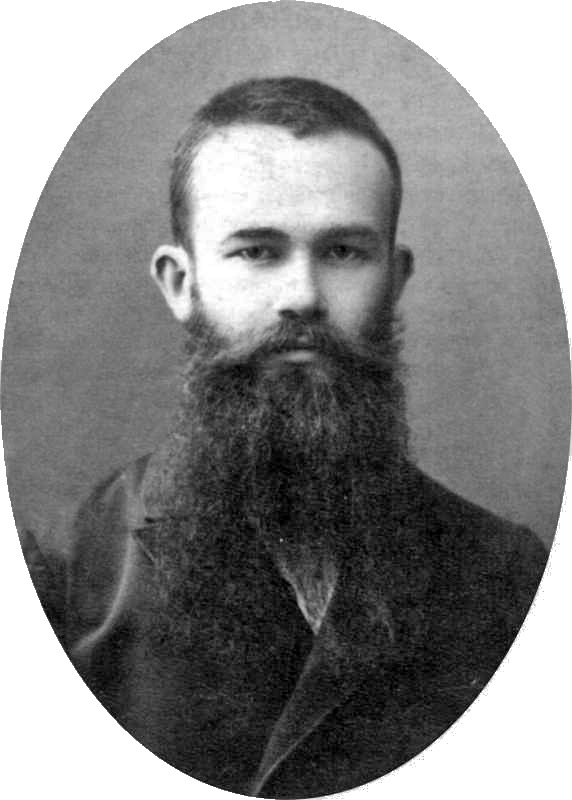
Михайло Грушевський
Марко Луцкевич
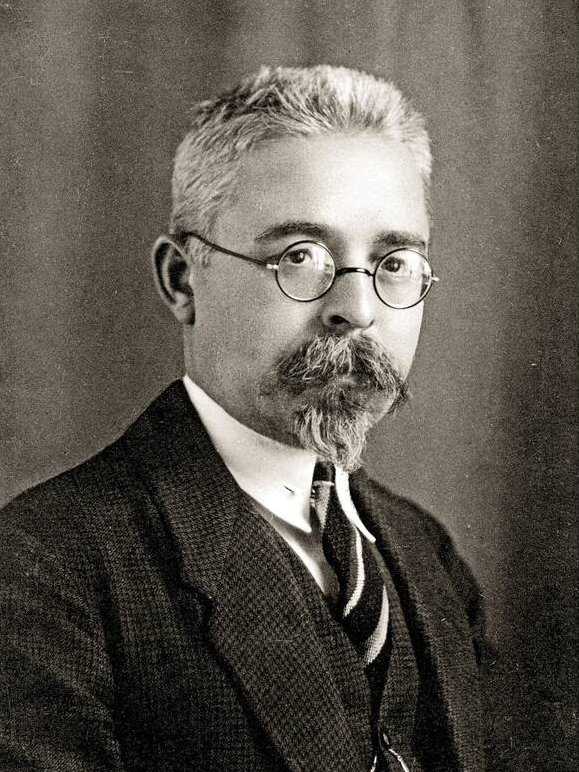
Іван Огієнко
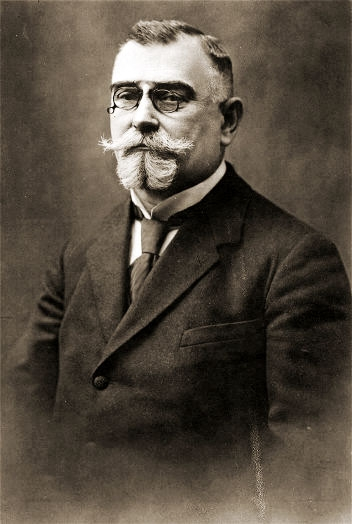
Костянтин Левицький
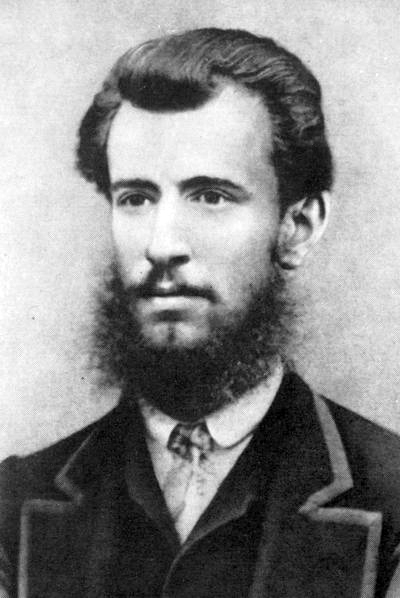
Панас Мирний
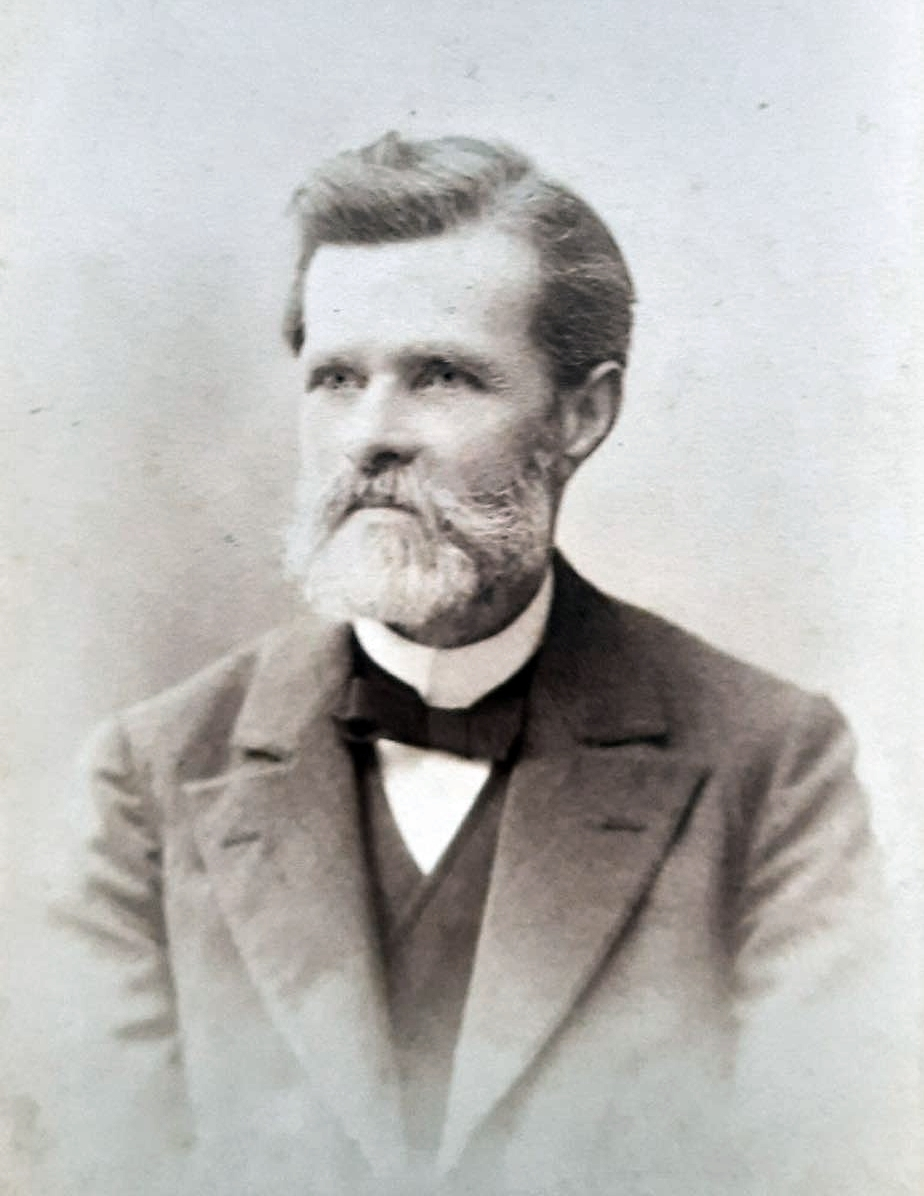
Іван Нечуй-Левицький

## Бородаті жінки

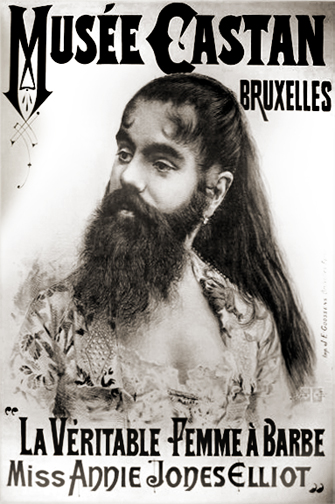
Афіша XIX століття: Справжня бородата жінка. Міс Енні Джонс Елліот

Жінки, як і чоловіки, здатні відрощувати бороди (особливо при застосуванні андрогенних стероїдів як супутньої терапії раку молочної залози). З давніх часів такі жінки були предметом цікавості. Хоча більшість жінок збривають або вищипують будь-яку рослинність на підборідді, деякі з них, особливо жінки з густою бородою, заробляють на життя виступами перед публікою в так званих «Шоу чудес», тобто в гастролюючих цирках, поширених в США. Контраст між довгою бородою на обличчі і такими жіночими атрибутами як високий голос співачки, яка виступає в сукні, що підкреслює її жіночність, гарантує інтерес до інших цирковим атракціонів, тому такі жінки традиційно мали багатий вибір роботодавців та їх виступи дуже добре оплачувалися.
Прикладом є Пастрана Юлія.
При наявності у жінки помітної щетини на обличчі, часто зустрічається у східних жінок [джерело не вказане 4050 днів], застосовується епіляція.
Образ бородатою жінки використовує травесті-артист, переможець Євробачення-2014 Кончіта Вурст.

## Літературні персонажі, для яких борода є відмітною ознакою
- Старик Хоттабич, герой радянської казки;
- Чарівник Чорномор, герой відомої казки Пушкіна «Руслан і Людмила»;
- Синя Борода, легендарний жоновбивця;
- Чорна борода, пірат;
- Фрідріх I Барбаросса (дослівно — Рудобородий), герцог.

## У тварин

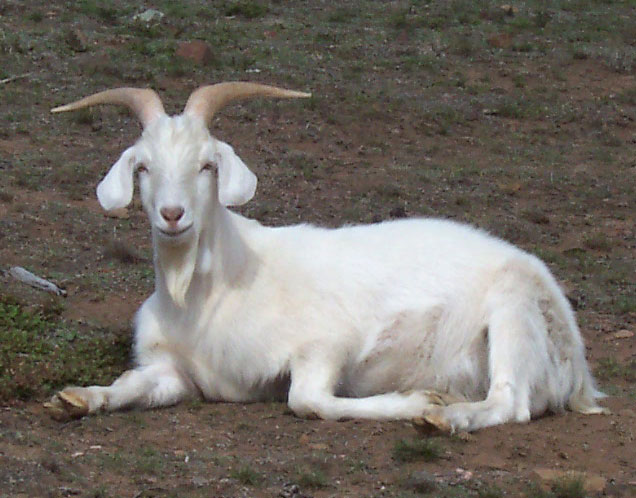
Цап з бородою

Борода є у цапів (у чоловіків борідка такого типу іменується цапиною). У собак же є група порід під назвою «брудасті», тобто з бородою (в тому числі ірландський вовкодав, брудасті хорти).

## Цікаві факти
- Острів Барбадос в дослівному перекладі означає «бородатий».
- Кубинські повстанці проти режиму Батісти на чолі з Фіделем Кастро були відомі як «барбудас» — бородаті.

## Поширені види борід
- Борода у стилі ван Дейк
- Шенандоа
- Ширма
- Щетина
- Вуса Фу Манчу
- Моржові вуса
- Вуса у стилі «зубна щітка»
- Острівець